# Dieter Richter (Geologe)
Dieter Max Richter (* 19. März 1930 in Bonn; † 4. April 1997 in Südafrika) war ein deutscher Geologe, der sich als Hochschullehrer vor allem mit Tektonik, Stratigraphie, Sedimentologie und Ingenieurgeologie befasste.
Dieter Richter war der Sohn von Hildegard Richter, geborene Willick, und des Geologen und Professors Max Richter. Er ging in Bonn und Clausthal-Zellerfeld (Robert-Koch-Schule) zur Schule, wo er 1948 sein Abitur machte. Richter interessierte sich früh für Geologie und arbeitete schon als Schüler in Bergwerken, bevor er 1949 bis 1950 bergmännisch tätig war. Er studierte ab 1950 Geologie und andere Naturwissenschaften (Mineralogie und Zoologie) in Marburg und an der FU Berlin, wo er 1954 sein Diplom als Geologe erwarb und im selben Jahr zum Dr. rer. nat. promoviert wurde (über die Geologie der Allgäuer Alpen südlich Hindelang, wo er auch kartierte).
Von 1955 bis 1957 war er Assistent von Franz Lotze an der Universität Münster (in dieser Zeit unternahm er unter anderem Exkursionen nach Spanien, Griechenland, Nordafrika und Skandinavien). Von 1957 bis 1958 hatte er ein Stipendium der Deutschen Forschungsgemeinschaft. Er habilitierte sich 1960 in Frankfurt am Main über die Geologie des westlichen Fichtelgebirges. Von 1958 bis 1964 war er wissenschaftlicher Mitarbeiter an der RWTH Aachen und untersuchte, unterstützt von der Deutschen Forschungsgemeinschaft, bis 1963 die Flyschsedimente in den Westpyrenäen. 1961 erhielt Richter für hervorragende wissenschaftliche Leistungen den mit 5000 DM dotierten Hermann-Credner-Preis der Deutschen Geologischen Gesellschaft. 1964/1965 war er Gastdozent an der Universität Exeter in England und ab 1967 außerplanmäßiger Professor für Geologie und Paläontologie an der Universität Frankfurt am Main.
Im Jahr 1972 wurde Richter Professor für Geologie, Ingenieurgeologie und Hydrogeologie am Geologischen Department der Fachhochschule Aachen im Gesamthochschulbereich Aachen, wo er bis zu seiner Emeritierung 1995 blieb. Er war Mitglied der Deutschen Geologischen Gesellschaft und Geologischen Vereinigung.
Er befasste sich zuletzt vor allem mit dem Rheinischen Schiefergebirge und dem Flysch der Helleniden Griechenlands. Er befasste sich auch mit Ingenieurgeologie, worüber er ein Lehrbuch schrieb und im Rahmen derer er zum Beispiel eine Baugrundkarte von Aachen erstellte.
Dieter Richter war evangelisch, verheiratet seit 1958 mit Claire Richter, hat zwei Töchter (Barbara und Nicola) und lebte in Aachen-Laurensberg. Er starb 1997 bei einem Verkehrsunfall in Südafrika.

## Veröffentlichungen (Auswahl)
- Allgemeine Geologie. 1976; 4. Auflage. De Gruyter, 1992.
- Ingenieur- und Hydrogeologie. De Gruyter, 1989.
- Allgäuer Alpen (= Sammlung Geologischer Führer. Band 77). 3. Auflage. Gebrüder Borntraeger, 1984.
- Aachen und Umgebung: Nordeifel und Nordardennen mit Vorland (= Sammlung Geologischer Führer. Band 48). 1969; 2. Auflage 1975; 3. Auflage. Gebrüder Borntraeger, 1985.
- Ruhrgebiet und Bergisches Land zwischen Ruhr und Wupper (= Sammlung Geologischer Führer. Band 55). Gebrüder Borntraeger, 1971; 2. Auflage 1977.
- Grundriß der Geologie der Alpen. De Gruyter, 1974.
- Der geologische Bau des südwestlichen Teiles des Massives von Stavelot (Belgien) unter besonderer Berücksichtigung seiner tektonischen Prägung (= Forschungsberichte des Landes Nordrhein-Westfalen. Nr. 1203). Westdeutscher Verlag, Opladen 1964.
- Schiefrigkeit und tektonische Achsen im Gebiet des Velberter Sattels (Rheinisches Schiefergebirge) (= Forschungsberichte des Landes Nordrhein-Westfalen. Nr. 1197). Westdeutscher Verlag, Opladen 1963.
- Die [Delta]-Achsen und ihre räumlich-geometrischen Beziehungen zu Faltenbau und Schiefrigkeit (= Forschungsberichte des Landes Nordrhein-Westfalen. Nr. 1198). Westdeutscher Verlag, Opladen 1963.
- mit Wilhelm Bauberger und Hans Pichler Zur Geologie der Allgäuer und Berchtesgadener Alpen, Bayern (= Beihefte zum Geologischen Jahrbuch. Band 48). 1963.
- Stratigraphisch-tektonische Analyse des kristallinen westlichen Fichtelgebirges unter besonderer Berücksichtigung der prävariscischen Magmatite (= Geotektonische Forschungen. Band 16). Schweizerbart, Stuttgart 1963.
- mit Max Richer und Hartmut Leser: Geologie. Das geographische Seminar. Westermann, 1981.